# Стрелец-Вергелюк, Марина Николаевна
Марина Николаевна Стрелец-Вергелюк (укр. Марина Миколаївна Стрілець-Вергелюк, родилась 24 июня 1978 года в Херсоне) — украинская гандболистка, бронзовый призёр летних Олимпийских игр 2004 года. Заслуженный мастер спорта Украины. Позиция — полусредняя, обладает умениями отдать точный пас и даже нанести бросок.

## Биография
Первый тренер — Юрий Владимирович Сдвижко. В гандбол начала играть в Херсонской ДЮСШ №5. Выступала за команду «Спартак» (Киев) с 1995 по 2002 годы, затем переехала в Словению, где стала игроком «Крима» из Любляны.
В составе сборной Украины — бронзовый призёр Олимпийских игр 2004 года и серебряный призёр чемпионата Европы 2000 года, награждена орденом княгини Ольги III степени. Рекордсмен по числу игр за сборную (90 матчей).
Окончила Национальный университет физического воспитания и спорта в 2000 году. Замужем, есть дочь Катя. В свободное время занимается домашней уборкой. Ранее выступала в пляжном гандболе.